# Durrës (stacja kolejowa)
Durrës (alb: Stacioni hekurudhor i Durrësit) – stacja kolejowa w Durrës, w Obwódzie Durrës, w Albanii. 
Jest stacją końcową linii kolejowej z Tirany. Obsługuje połączenia kolejowe do Tirany i Wlory.

## Linie kolejowe
- Durrës – Tirana